# Gouvernement de l'Ukraine
Le Cabinet des ministres de l'Ukraine (ukrainien : Кабінет Міністрів України, Kabinet Ministriv Ukrayiny ; abrégé en CabMin), communément appelé gouvernement de l'Ukraine (ukrainien : Уряд України, Uryad Ukrayiny), est l'organe suprême du pouvoir exécutif de l'État en Ukraine. En tant que Cabinet des ministres de la République socialiste soviétique d'Ukraine (RSS d'Ukraine), il a été formé le 18 avril 1991 par la loi de la RSS d'Ukraine no 980-XII.

## Gouvernement actuel
| Fonction | Titulaire | Titulaire | Titulaire             | Parti |
| --- | --------- | --------- | --------------------- | ----- |
| Première ministre |           |           | Ioulia Svyrydenko     | Sans  |
| Premier vice-Premier ministre Ministre de la Transformation numérique                                                     |           |           | Mykhaïlo Fedorov      | SN    |
| Vice-Premier ministre chargé de l'Intégration européenne et euro-atlantique de l'Ukraine                                  |           |           | Taras Katchka (en)    | Sans  |
| Vice-Premier ministre chargé de la Restauration de l'Ukraine Ministre du Développement des communautés et des territoires |           |           | Oleksiy Kouleba       | SN    |
| Ministre des Affaires étrangères                                                                                          |           |           | Andriy Sybiha         | Sans  |
| Ministre de la Défense |           |           | Denys Chmyhal         | Sans  |
| Ministre de la Justice |           |           | Herman Halouchtchenko | Sans  |
| Ministre des Finances |           |           | Serhiy Martchenko     | Sans  |
| Ministre de l'Intérieur                                                                                                   |           |           | Ihor Klymenko         | Sans  |
| Ministre de l'Économie, de l'Environnement et de l'Agriculture (en)                                                       |           |           | Oleksiy Sobolev (en)  | Sans  |
| Ministre de la Politique sociale, de la Famille et de l'Unité                                                             |           |           | Denys Oulioutine (en) | Sans  |
| Ministre de l'Éducation et de la Science                                                                                  |           |           | Oksen Lissovyi        | Sans  |
| Ministre de la Jeunesse et des Sports                                                                                     |           |           | Matvii Bidnyi         | Sans  |
| Ministre de la Santé |           |           | Viktor Liachko        | Sans  |
| Ministre de l'Énergie (en)                                                                                                |           |           | Svitlana Hryntchouk   | Sans  |
| Ministre des Anciens combattants (en)                                                                                     |           |           | Natalia Kalmykova     | Sans  |